# Эрна (посёлок)
Эрна — посёлок в Кудымкарском районе Пермского края. Входил в состав Ошибского сельского поселения. Располагается северо-восточнее от города Кудымкара. Посёлок окружён лесами, через него протекает одноимённая река Эрна (приток Велвы). По данным Всероссийской переписи населения 2010 года, в посёлке проживало 192 человека (92 мужчины и 100 женщин).
В посёлке 9 улиц:Центральная , Больничная, Боталова, Зелёная, Камчатка, Лучникова, Молодёжная, Почтовый пер., Прудная, Садардинова.